# Amanda Spratt

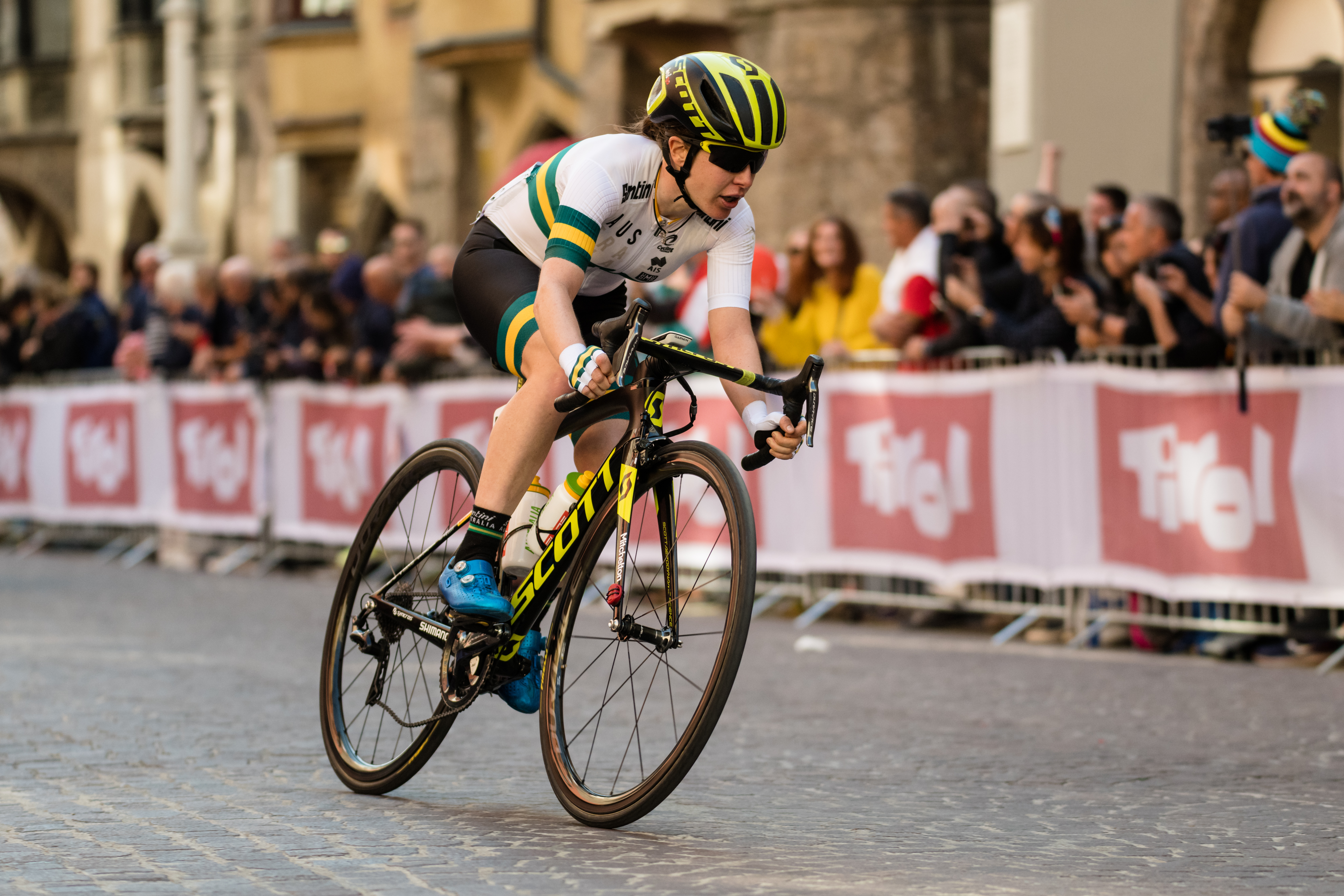
Amanda Spratt gewann Silber im Straßenrennen bei den UCI-Straßen-Weltmeisterschaften 2018

Amanda Spratt (* 17. September 1987 in Sydney) ist eine australische Radrennfahrerin. Sie gilt als Bergspezialistin.

## Sportliche Laufbahn
Spratt wurde bei den Straßenweltmeisterschaften 2004 in Verona Dritte im Einzelzeitfahren der Juniorinnen. 2006 wurde sie auf der Bahn Dritte in der Einerverfolgung bei den Ozeanienspielen in Melbourne, 2007 australische Meisterin in der Mannschaftsverfolgung, gemeinsam mit Skye Lee Armstrong und Toireasa Gallagher, und auf der Straße 2008 australische U23-Meisterin im Einzelzeitfahren.
Im Jahr 2011 gewann Spratt mit der Gesamtwertung der Tour de Feminin – O cenu Českého Švýcarska ihr erstes internationales Radrennen. 2012 wurde sie zum ersten Mal australische Meisterin im Straßenrennen und konnte diesen Titel im Jahr 2016 verteidigen. Im Jahr 2017 gewann Spratt erstmals die Gesamtwertung der Tour Down Under. Sie konnte diesen Erfolg 2018 und 2019 wiederholen.
Im Jahr 2018 siegte Spratt baskischen Etappenrennen Emakumeen Bira nach einem 50 Kilometer langes Solo auf der letzten Etappe und gewann dadurch auch die Gesamtwertung.
Im weiteren Verlauf der Saison gewann sie beim Giro d’Italia Femminile die Bergankunft auf der sechsten Etappe und übernahm für einen Tag das Rosa Trikot.
Schließlich wurde sie Gesamtdritte und gewann die Bergwertung.
Im September 2018 gewann die damals 31-Jährige im Straßenrennen bei den Weltmeisterschaften in Innsbruck hinter Anna van der Breggen Silber.
2019 gewann sie zum dritten Mal in Folge die Santos Women’s Tour sowie eine Etappe der letztmals ausgetragenen baskischen Rundfahrt Emakumeen Bira sowie 2020 eine Etappe der Santos Women’s Tour. Im selben Jahr wurde sie zum zweiten Mal australische Straßenmeisterin.

## Palmarès
2011
- Gesamtwertung und eine Etappe Tour de Feminin – O cenu Českého Švýcarska

2012
- Australische Meisterin – Straßenrennen

2015
- Giro del Trentino Alto Adige

2016
- Australische Meisterin – Straßenrennen
- Cadel Evans Great Ocean Road Race
- eine Etappe Internationale Thüringen-Rundfahrt der Frauen

2017
- Gesamtwertung und eine Etappe Santos Women’s Tour
- eine Etappe Emakumeen Bira

2018
- Gesamtwertung und eine Etappe Santos Women’s Tour
- Gesamtwertung und eine Etappe Emakumeen Bira
- SwissEver GP Cham-Hagendorn
- eine Etappe und  Bergwertung Giro d’Italia Femminile
- Weltmeisterschaft – Straßenrennen

2019
- Gesamtwertung und eine Etappe Santos Women’s Tour
- eine Etappe Emakumeen Bira
- Weltmeisterschaft – Straßenrennen

2020
- Australische Meisterin – Straßenrennen
- eine Etappe Santos Women’s Tour

2023
- Bergwertung Tour Down Under